# Lotus Air

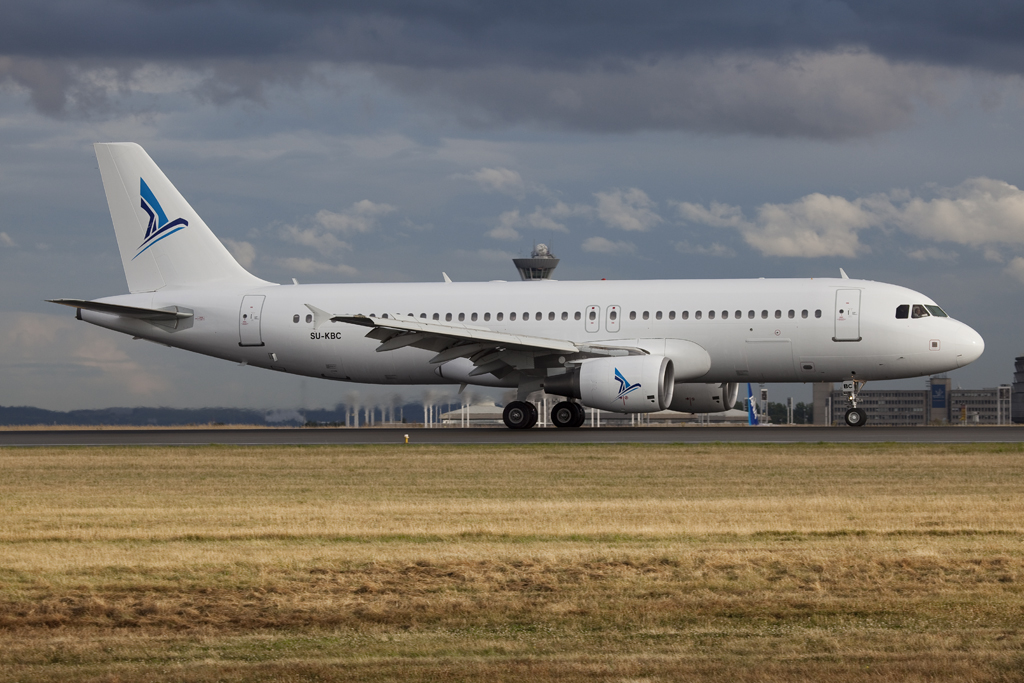
A Lotus Air egyik gépe 2009-ben

A Lotus Air (arabul: لوتس للطيران, Lotus liṭ-Ṭayarān) egy egyiptomi magántulajdonú charter légitársaság volt 1997 és 2011 között; főként Európába üzemeltetett járatokat. Bázisrepülőtere a kairói nemzetközi repülőtér volt, emellett a Sarm es-Sejk-i, hurghadai és luxori repülőteret használta.
A Lotus Air a Közel-Kelet és Észak-Afrika egyik első, magántulajdonban lévő légitársasága volt. 1997-ben alapította az Al-Fawares Holding Company, működését 1998-ban kezdte meg. Tevékenységük nagyrészt charter és egyéb menetrenden kívüli járatok üzemeltetéséből, gépek személyzettel együtt történő bérbeadásából, földi utaskiszolgálásból és személyzet kiképzéséből állt. Ez volt az első egyiptomi légitársaság, amely EASA karbantartási tanúsítványt és IATA működésbiztonsági minősítést kapott.

## Flotta
A Lotus Air flottája 2010 júniusában a következő gépekből állt.
2011 januárjában a flotta gépeinek átlagos életkora 12,7 év volt.

## Fordítás
- Ez a szócikk részben vagy egészben  a   Lotus Air című angol Wikipédia-szócikk ezen változatának fordításán alapul.  Az eredeti cikk szerkesztőit annak laptörténete sorolja fel. Ez a jelzés csupán a megfogalmazás eredetét és a szerzői jogokat jelzi, nem szolgál a cikkben szereplő információk forrásmegjelöléseként.